# Lirica monodica
La lirica monodica è uno dei generi fondamentali della letteratura greca arcaica.

## Descrizione

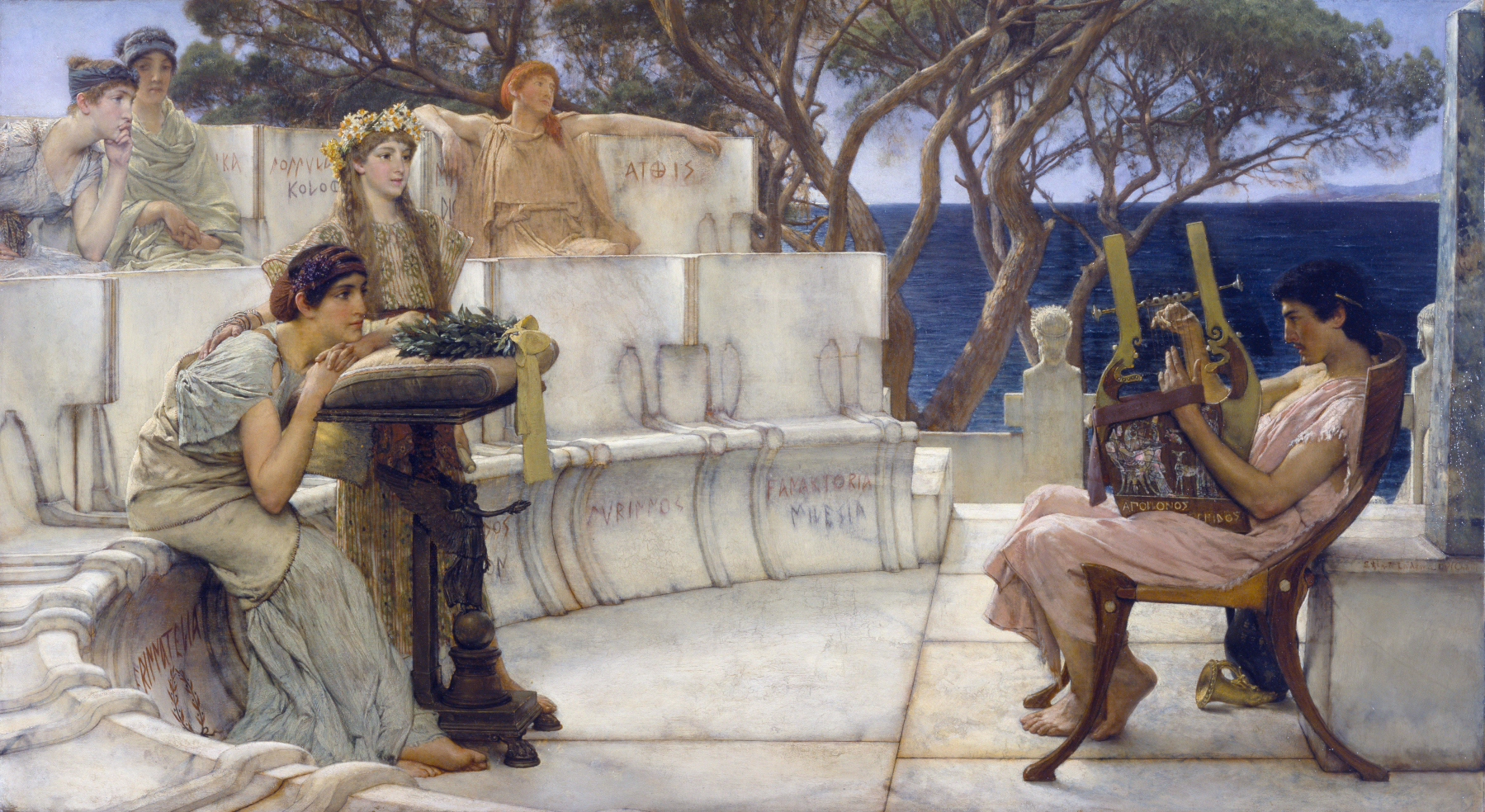
Alceo e Saffo, di Lawrence Alma-Tadema (1870). Saffo e le sue compagne ascoltano mentre il poeta Alceo suona sulla "kithara".

La lirica viene definita monodica quando è organizzata in brevi strofe, regolarmente ripetute per non più di 30-40 versi, ed è affidata ad una voce solista; inoltre, l'esecuzione del poeta era accompagnata dal suono della lira. 
A differenza di altri generi, decisamente pubblici, la lirica monodica è ancora più poesia occasionale, composta per una esibizione privata per celebrare occasioni particolari o condividere argomenti quali il simposio, la vita politica delle eterie o l'amore. Si può affermare che "la monodia è molto più vicino alla lirica moderna nella sua relativa semplicità e nella sua preoccupazione per le vicende personali del poeta. Ma la monodia antica era molto più varia - per esempio con la politica e la satira - di quanto ci si aspetterebbe dal "genere lirico".

## Lingua, stile e autori
Il dialetto usato in questo tipo di componimento era quello dell'autore stesso, un'eccezione nella lirica greca, anche se non mancano, ovviamente, gli omerismi: si tratta, essenzialmente, del dialetto eolico, visto che i più importanti esponenti della lirica monodica furono Alceo, Saffo e Anacreonte, tutti del VI secolo a.C.
Tuttavia la loro produzione appare il frutto maturo di una tradizione più lunga, di cui intravediamo soltanto qualche linea: ad esempio nel VII secolo a.C. ricordiamo Terpandro ed Arione. Il primo aveva operato soprattutto nel campo della musica ed aveva inventato la lira a sette corde (l'eptacordo): si sarebbe poi trasferito a Sparta, dove avrebbe fondato la prima scuola di musica. Arione, invece, operò a Corinto, dando piena dignità al canto ditirambico, che appartiene tuttavia alla lirica corale.